# سن-پیر، سن-پیر و میکلون
سَن-پیِر (به فرانسوی: Saint-Pierre) یک کامین در فرانسه است که در سن-پیر و میکلون واقع شده‌است.

## خصوصیات
سن-پیر ۲۵ کیلومترمربع مساحت و ۵٬۸۸۸ نفر جمعیت دارد.

## خواهرخوانده
شهر Port-en-Bessin-Huppain خواهرخواندهٔ سن-پیر هست.

## نگارخانه

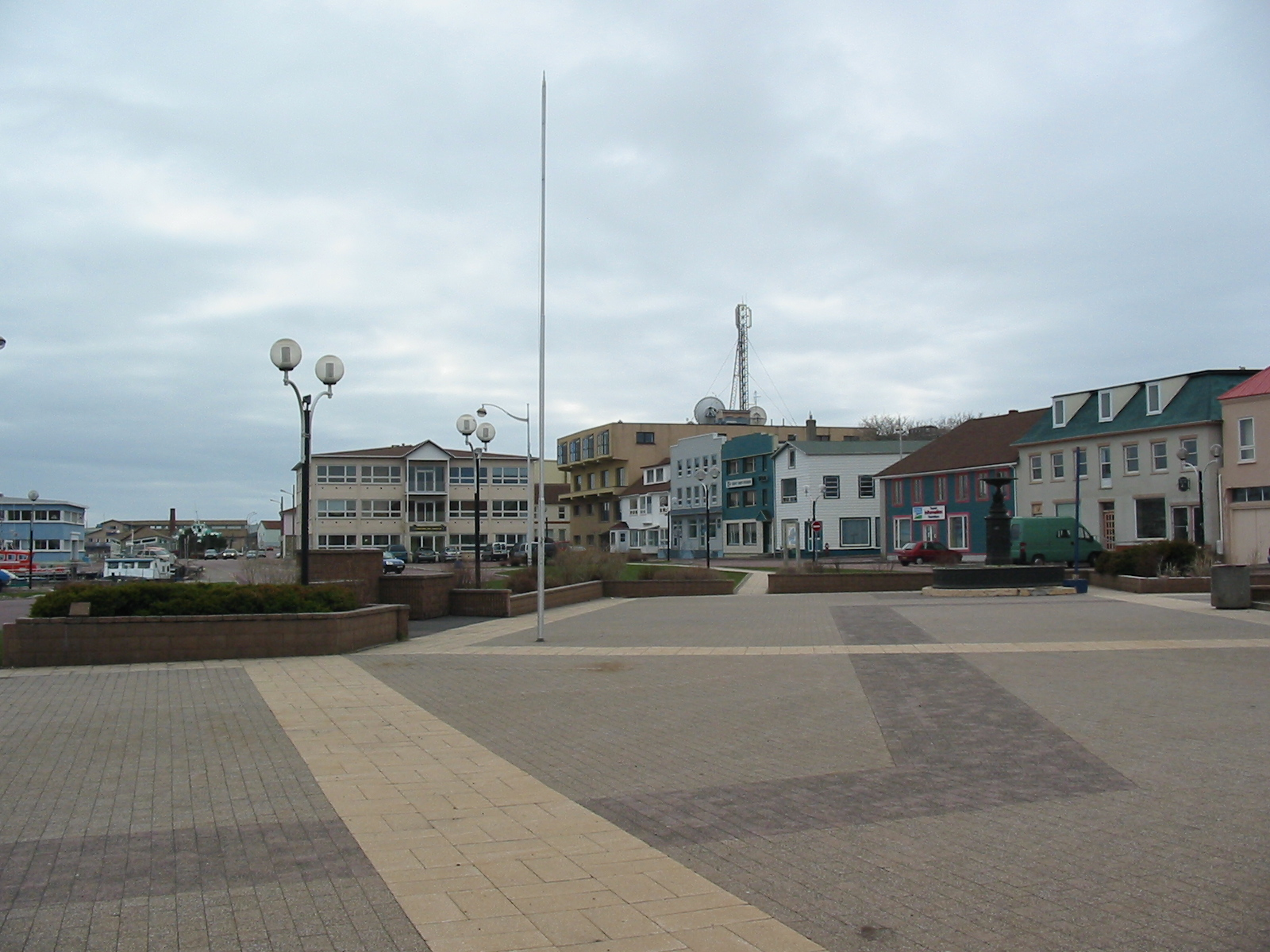
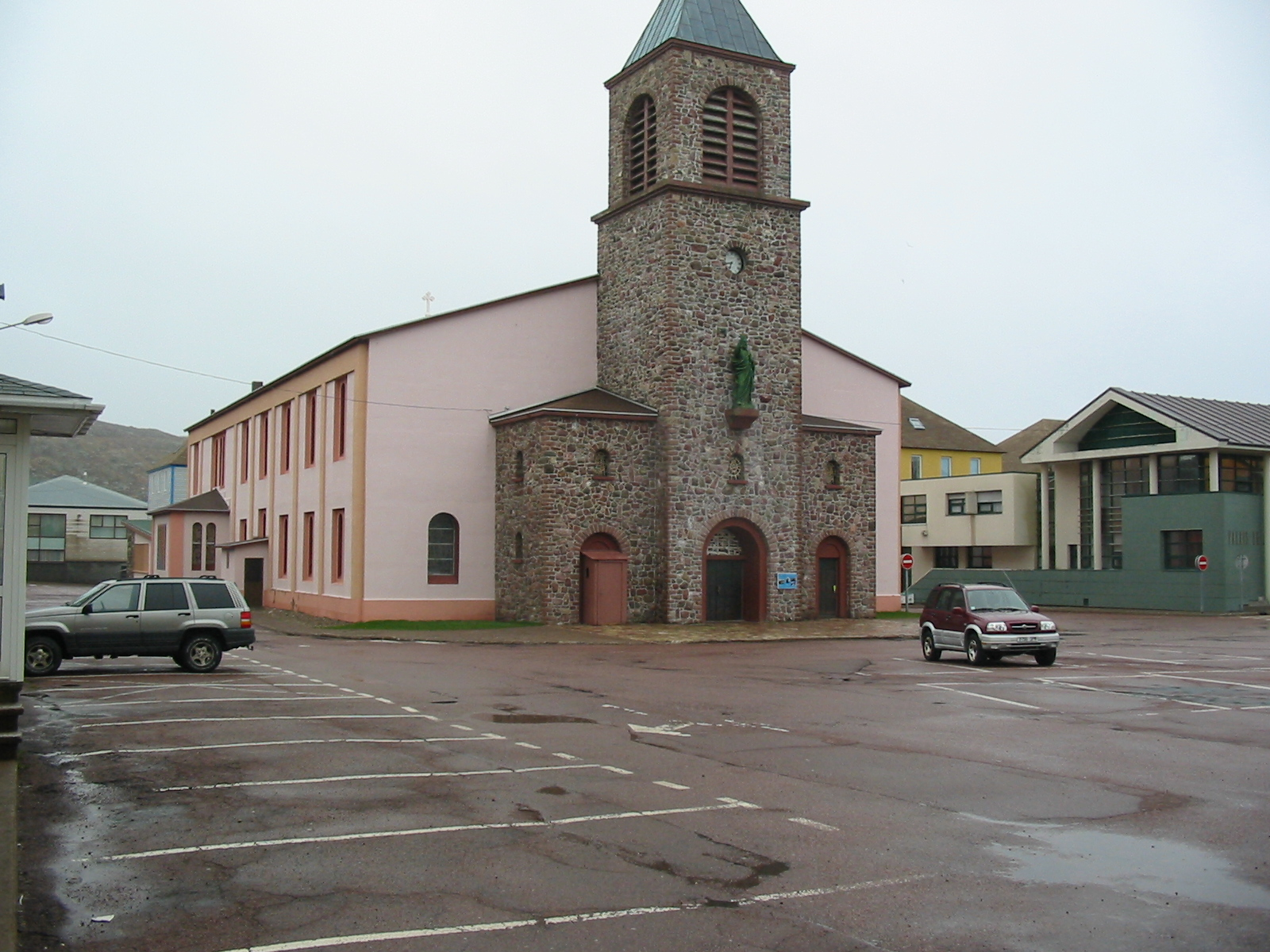
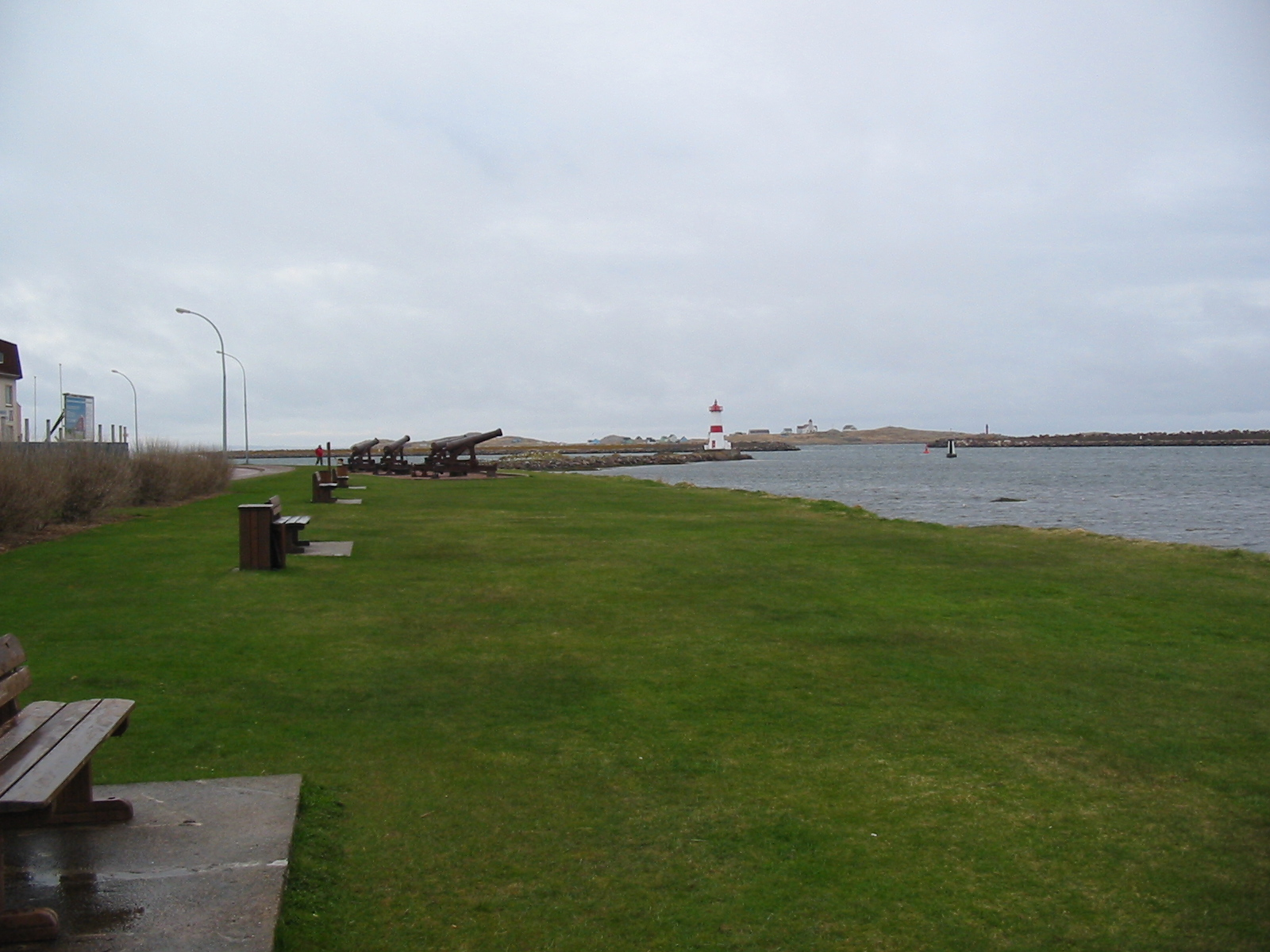
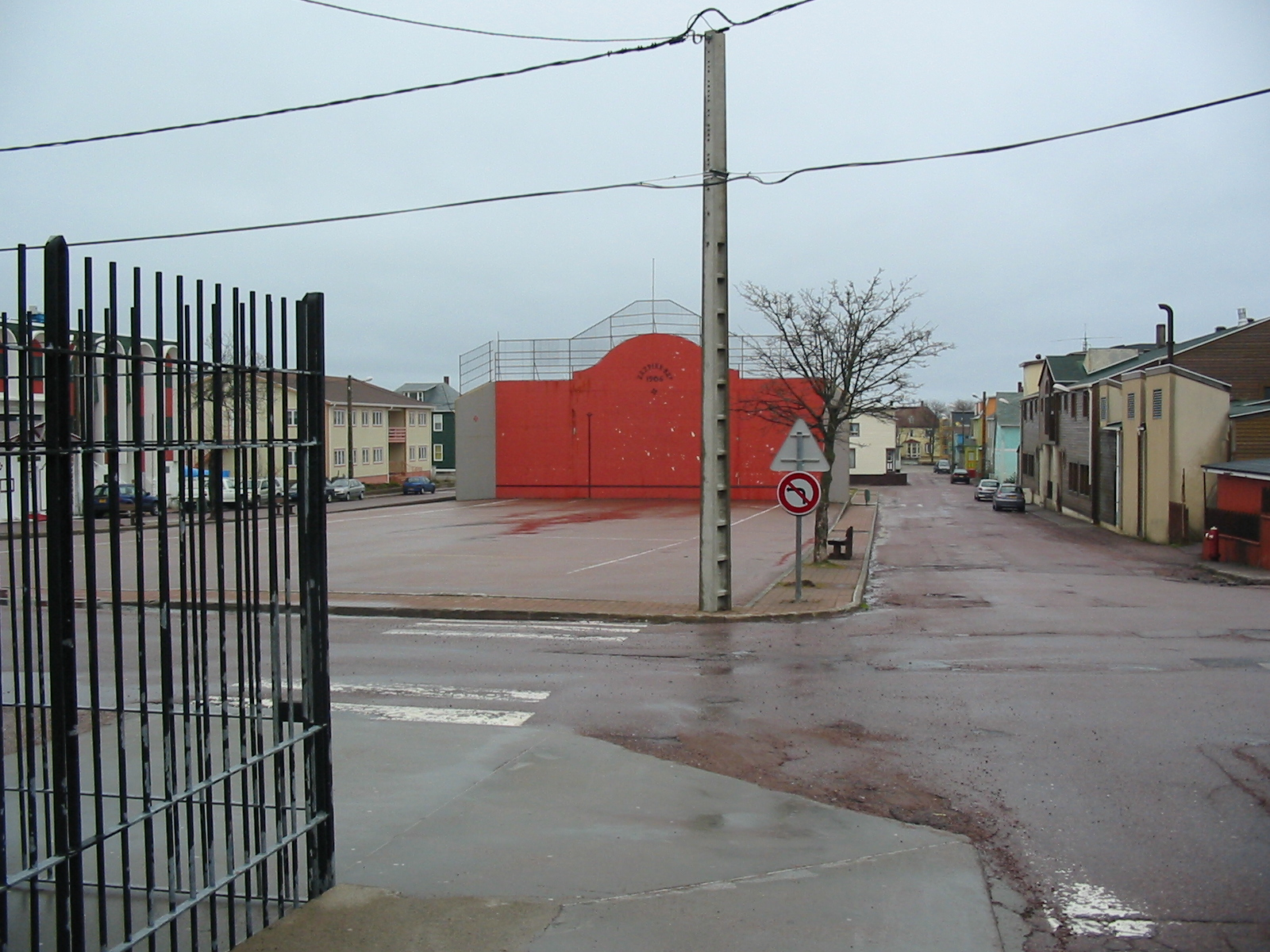